# Clotted cream

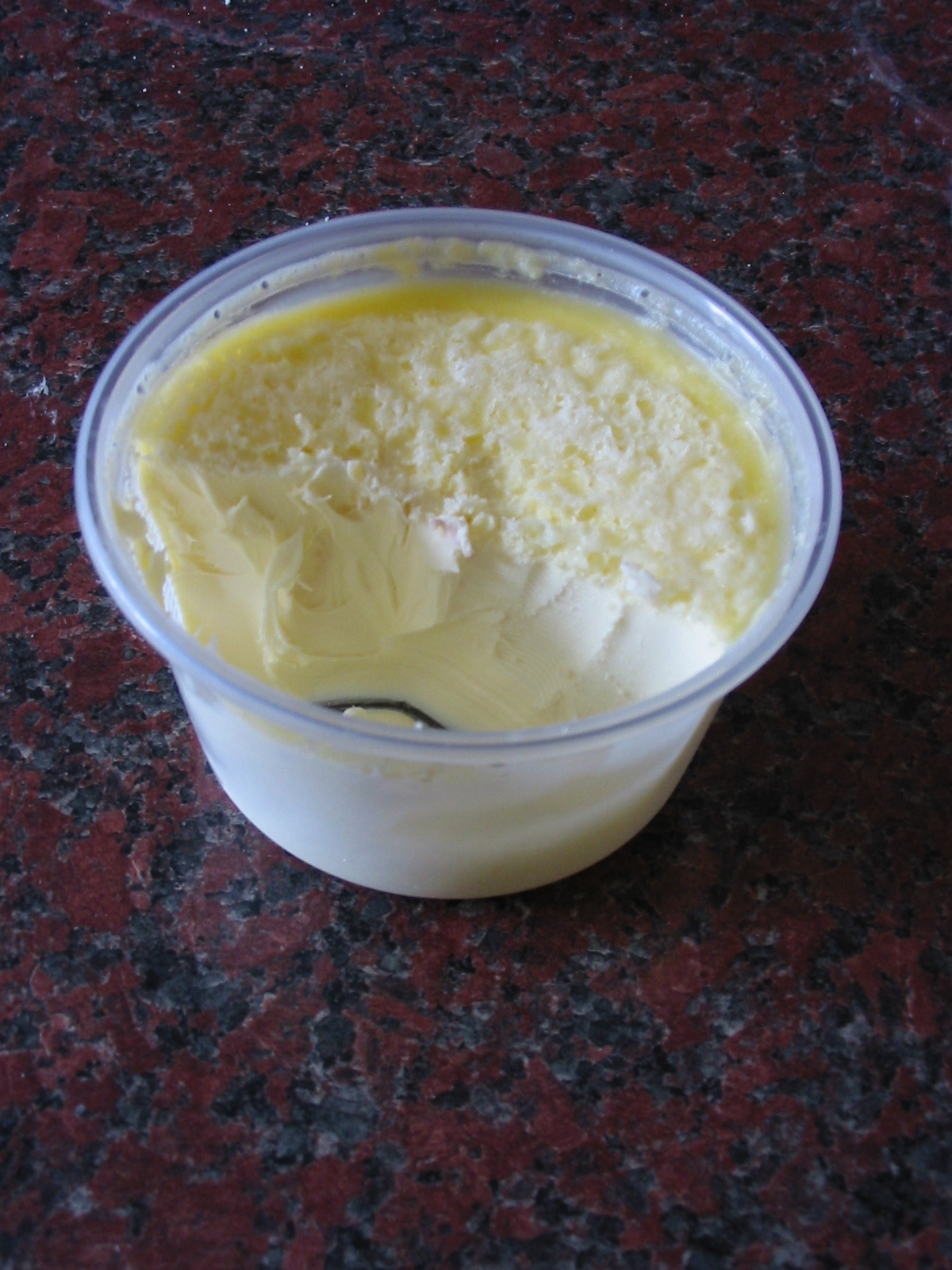
Un pot de clotted cream.

La clotted cream (littéralement « crème coagulée », connue aussi sous le nom de crème caillée, crème grumeleuse, Devonshire cream ou Devon cream) est une sorte de crème fraîche épaisse obtenue en faisant chauffer de la crème de lait de vache et en la laissant reposer plusieurs heures.
Cette crème est utilisée à l'heure du thé au Royaume-Uni pour accompagner les scones.
Dans l'Union européenne, l'appellation agricole cornish clotted cream de Cornouailles est protégée par une appellation d'origine protégée.